# Mia Nicolai
Michaja Nicolaï (* 7. März 1996 in Amsterdam) – bekannt als Mia Nicolai – ist eine niederländische Sängerin, Komponistin und Schauspielerin. Sie vertrat ihr Land beim Eurovision Song Contest 2023 in Liverpool gemeinsam mit Dion Cooper mit dem Song Burning Daylight.

## Leben
Sie ist die jüngere Tochter von Peter Nicolai, einem Politiker der niederländischen Tierenpartei, und der russischen Sängerin und Komponistin Marynka Nicolai-Krylova. Schon früh spielte Musik eine große Rolle für sie: Sie lernte mit drei Jahren Klavier und Geige, später bekam sie Ballett- und Schauspielunterricht.

## Karriere
Seit 2016 war sie in Nebenrollen in zwei Filmen und in einer niederländischen Krimifernsehserie zu sehen. 2018 veröffentlichte sie mit At Last – einer Coverversion von Glenn Millers Lied von 1942 – ihre erste Single, der weitere Singles folgten.
Am 1. November 2022 gab AVROTROS bekannt, dass sie zusammen mit Dion Cooper die Niederlande beim Eurovision Song Contest 2023 in Großbritannien vertreten werde. Die beiden wurden 2020 von Duncan Laurence, dem Gewinner des Eurovision Song Contest 2019, und dessen Partner Jordan Garfield zusammengebracht. Mit ihrem Lied Burning Daylight traten beide im ersten Halbfinale am 9. Mai 2023 an, konnten sich jedoch nicht für das Finale qualifizieren.

## Diskografie
Singles
- 2018: At Last
- 2020: Set Me Free
- 2020: Mutual Needs
- 2021: People Pleaser
- 2021: Dream Go
- 2022: Loop
- 2023: Burning Daylight (mit Dion Cooper)